# Charles Louis Benjamin Esnault
Pour les articles homonymes, voir Esnault.
 (juin 2025).
Charles Louis Benjamin Esnault est un homme politique français né le 27 juillet 1786 à Vendôme (Loir-et-Cher) et décédé le 21 décembre 1860 à Arras.
Engagé volontaire en 1805, il quitte l'armée en 1829 avec le grade de capitaine. Adjoint au maire d'Arras, il est député du Pas-de-Calais de 1838 à 1848, siégeant dans la majorité soutenant les ministères de la Monarchie de Juillet.

## Sources
- « Charles Louis Benjamin Esnault », dans Adolphe Robert et Gaston Cougny, Dictionnaire des parlementaires français, Edgar Bourloton, 1889-1891 [détail de l’édition]